# Мастоцити

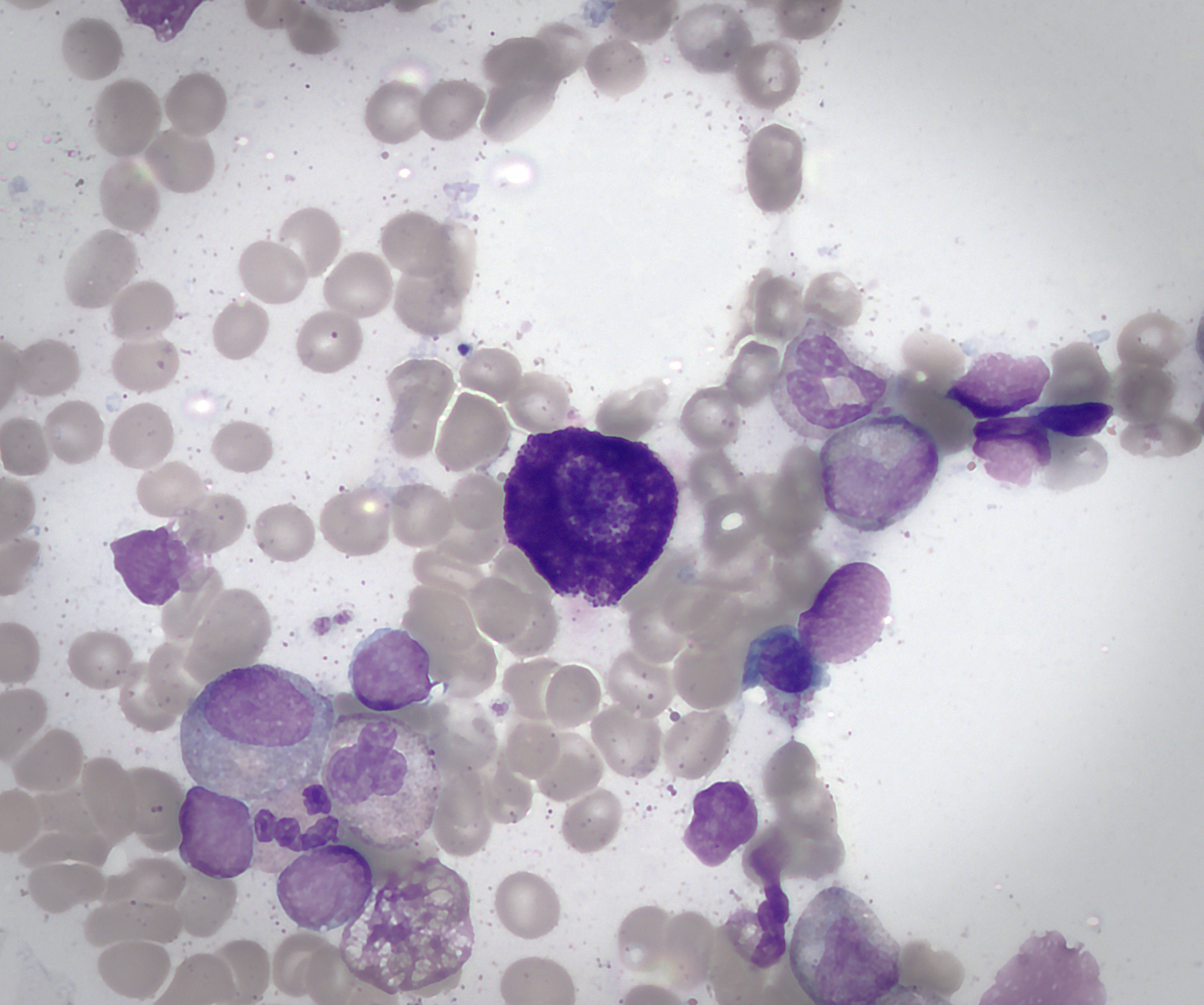
Мастоцит (крупна темна клітина в центрі поля зору) в оточенні клітин кісткового мозку, Забарвлення за Романовським, 1000х.

Мастоцити (лаброцити, тканинні базофіли, тучні клітини, опасисті клітини) — тканинні клітини, що містять в цитоплазмі базофільні гранули з гістаміном і гепарином. На відміну від базофілів, що також містять базофільні гранули, мастоцити в нормі ніколи не виходять у кровотік. Тучні клітини беруть участь у розвитку запалення, захисті організму від багатоклітинних паразитів та інших патогенів, формуванні гематоенцефалічного бар'єру та інших процесах. Мастоцити лежать в основі розвитку алергії та анафілаксії.

## Історія
Мастоцити були відкриті Ерліхом у 1877 р.

## Функції
Мастоцити беруть участь у розвитку алергічних та анафілактичних реакцій. Вивільнення вмісту гранул при зв'язуванні Fc ділянки антитіл IgE, що зв'язали антиген, з рецепторами FcεRI на мастоцитах призводить до прояву всіх основних реакцій гіперчутливості негайного типу. Дегрануляція не призводить до загибелі клітин і після викиду гранули відновлюються. Також дегрануляція запускається при підвищенні внутрішньоклітинної концентрації цАМФ та цитозольної концентрації іонів кальцію. Завдяки наявності патернрозпізнаючих рецепторів TLR2, TLR3 і TLR4 мастоцити можуть безпосередньо розпізнавати патогени та характерні для них молекули . Крім того, за рахунок спеціальних рецепторів на мастоцитах їх можуть активувати деякі компоненти комплементу .
Гістамін, що входить до складу гранул тучних клітин, викликає розширення посткапілярних венул, активує ендотелій і підвищує проникність судин. Виділення гістаміну призводить до локального набряку, почервоніння, підвищення температури та надходження інших імунних клітин у осередок активації мастоцитів. Гістамін також деполяризує нервові закінчення, що викликає болючі відчуття .